# Rudolf Krause (autocoureur)
Rudolf Krause (Reichenbach im Vogtland, 30 maart 1907 – aldaar, 11 april 1987) was een autocoureur uit Oost-Duitsland. 
Krause is voornamelijk bekend vanwege zijn carrière in de Formule 2, waarin hij van 1927 tot 1954 reed. Tevens reed hij in 1952 en 1953 twee Formule 1-Grands Prix voor het team van BMW, maar scoorde hierin geen punten.